# Szobrok a Károly hídon
A prágai Károly híd az UNESCO világörökség része. A hídon 30 szobor, illetve szoborcsoport áll, többségük a barokk stílusú. Többségüket magánszemélyek, testületek, intézmények, szerzetesrendek állíttatták rendszerint fogadalomból vagy hálaképpen, vagy valamilyen különleges alkalomból.  A legtöbbet 1706 és 1714 között helyezték el a jezsuiták kezdeményezésére, a katolikus hit, érzület erősítésére.
Elsőként a hídon kivégzett Nepomuki Szent János alakját állították fel (eredetijét még az 1400-as években, a ma is látható szobrot 1683-ban), utolsóként Szent Cirill és Metód kettősét 1938-ban.

## Séta

### 1. páros
Ha az Óváros felől indulunk el, balra Szent Ivót látjuk. Ő könyveket szorongat, és a háta mögött megbúvó Iustitia azt jelzi, hogy éppen jogi segítséget nyújt egy hozzá fordulónak. A művet a Károly Egyetem jogi kara állíttatta 1711-ben. A ma is látható kompozíció másolat, az igencsak elkopott eredetit a Nemzeti Galéria kőtárában őrzik.
A szemben álló csoport főalakja Szűz Mária, karjában a kis Jézussal. Tőle balra térdel Szent Bernát, aki kissé bárgyún néz az Istenanyára. Máriától jobbra Krisztus megkínzatásának és keresztre feszítésének eszközei halmozódnak: a kereszt, a szivacs és a Jézus csípőjét átszúró lándzsa. A halom tetején káráló kakas az árulás szimbóluma.

### 2. páros
A következő állomáson Szent Borbála (Nikomédiai Borbála, †306. körül), Szent Erzsébet (1207–1231) és Margit (valószínűleg fiktív szent, a legenda szerint †304.) tekint az égre ájtatos arccal. Mindhárom nő keresztény vértanú volt, akik feltétel nélkül hitüknek adták magukat, és életükkel fizettek érte. A talapzat közepén az ORATE PRO NOBIS NVNC ET IN HORA MORTIS latin felirat olvasható(Imádkozz érettünk most és halálunk órájána!).
Velük szemben a „rózsafüzér szobrának” nevezett csoport főalakja ismét Szűz Mária, karján a kis Jézussal. Balján (tehát tőle jobbra) Aquinói Szent Tamás olvas fel Jézusnak egy magasra emelt könyvből — jelezve, hogy a filozófust intenzíven érdekelte Jézus és az eucharisztia jelentősége. Jobbján Szent Domonkos áll, és kérdőn néz az Istenanyára. A legenda szerint Mária (szelleme) őt tanította meg a rózsafüzérrel imádkozásra, és Domonkos vállalta, hogy terjeszti azt.
A szoborcsoport talapzatán a Szűz Mária alakja alatti domborművön felhőkkel borított földgömb látható a szájában égő vésőt tartó kutyával. A láng a dominikánus rend szimbóluma; a nép gyakran nevezte őket „az úr kutyáinak” (Domini canes).

### 3. páros
Továbbhaladva baloldalt a Kálváriát (keresztlevételt) láthatjuk; a középkorban rendszerint itt tartották a kivégzéseket. 1859-ben ezt a szobrot is lecserélték. A pietà a Fájdalmas Szűzanya megjelenítésének leggyakoribb módja. A kompozíció központi alakja János apostol; egyik oldalán istenanya az ilyen ábrázolásokon szokásos módon tartja ölében Krisztus testét, a másik oldalon Mária Magdolna térdelve zokog.
A talapzat latin felirata: O vos omnes, qui transitis per viam, attendite et videte si est dolor sicut dolor meus (Ó, mindnyájan, akik beléptek ide, álljatok meg, és nézzétek meg, hogy fájdalmatok olyan-e, mint az én fájdalmam).
Jobboldalt eredetileg egyszerű kereszt állt, és vele szemben volt a Kálvária (a keresztre feszített Krisztus). Az első, gótikus fakeresztet már 1361-ben, tehát nem sokkal az építkezés kezdete után felállították. Évtizedekig ez volt a felépítmény egyetlen dísze, majd 1419-ben a huszitáklerombolták. Az elpusztított keresztet csak 1436-ban pótolták, két oldalán pedig a Boldogságos Anyát és János apostolt ábrázoló ólomszobrokat helyeztek el. A további cseréket az időjárás mellett a háború tette szükségessé: a harmincéves háború alatt (1632-ben?) a svédek semmisítették meg, amikor ágyúval lőtték a Óvárosi hídtornyot.
Krisztus szobrát eredetileg egy drezdai hídra szánták. A prágai magisztrátus azonban megvásárolta Hyllinger kereskedőtől, és 1657-ben felszereltette a keresztre. akkor még latin nyelvű és ólombetűkből összeállított körfelirattal. A jelenlegi aranyozott, héber nyelvű felirat (Szent, szent, szent az Isten) úgy került a helyére, hogy egy zsidó kereskedőt meggyanúsítottak a kereszt kigúnyolásával, és 1696-ban kötelezték a betűk „előkelőbbre” cserélésére. A fakeresztet csak fél évszázaddal később, 1706-ban cserélték a jelenlegi vasra.
Az ólomszobrokat 1861-ben váltották fel a jelenlegi homokkő szobrokkal.

### 4. páros
Baloldalt Munkás Szent József tart a kezében egy virágzó liliomszálat (görög liliom; Lilium chalcedonicum). Ennek eredetijét 1706-ban állították fel, és Jan Brockoff műhelyében készült. A másfélszeres életnagyságú alak súlyosan megsérült az 1848. júniusi forradalmi harcokban, amikor Alfred Windisch-Grätz herceg csapatai a Kisoldal felől ágyúzták az Óvárost. A másolat elkészítésével Josef Maxot bízták meg; az új szobrot 1854-ben állították fel. Józsefet gyakran ábrázolják liliommal, amely a keresztény szimbolikában a tisztaság jele.
Vele szemben Krisztus anyai ági felmenőit láthatjuk. A főalak Szűz Mária, bal karján a kis Jézussal. A másik oldalról a jóval kisebb alakként megformált Szent Anna karolja át lányát. Ő a fiktív szentek egyike, akit — férjével, Szent Joachimmal együtt — több mint egy évszázaddal az Újszövetség eseményei után találtak ki Jézus ismeretlen őseinek pótlására. E legenda szerint még Jézus születése előtt meghalt, tehát együttes ábrázolásuk a szimbolikus  időrendet jelképezi; hármuk együttes megjelenítését nevezik németül „Anna selbdritt”-nek (Heilige Anna selbdritt). Ezért a Károly-hídon lévő szoborcsoportot gyakorta egyszerűen „Szent Anna-szobor” néven említik. Az alkotás azt a fiktív pillanatot jeleníti meg, amelyben a Nagy Heródes halála után Egyiptomból visszatérő Mária és Jézus találkozhatott volna Annával.

### 5. páros
Itt baloldalt Xavéri Szent Ferenc, a jezsuita rend társalapítójának három mellékalaktól kísért szobra a cseh barokk szobrászat (egyik) legfontosabb alkotása. A talapzatot tartó négy allegorikus alak — egy kínai, egy tatár, egy indiai és egy afrikai — egy-egy pogány népet jelenít meg arra emlékeztetve, hogy ezeket még meg kell téríteni. Az eredeti szobor az 1890-es árvízben súlyosan megsérült, ezért 1913-ban másolattal helyettesítették. A kompozíció hatásosan fejezi ki a korra oly jellemző katolikus felsőbbrendűséget és gőgöt.
Velük szemben a híd utolsónak (1938-ban) elhelyezett szoborcsoportjaként Cirill és Metód áll. Helyükön korábban Loyolai Szent Ignác állt kísérőivel; ezeket az 1890. szeptember 4-i árvíz sodorta el és törte darabokra — kimentett maradványaik a Nemzeti Múzeum, kőtárában tekinthetők meg. A testvérek jeles térítők voltak, akik főleg a szlávok között buzgólkodtak. Sikerüket jelentősen segítette, hogy a pogányoknak nem latinul, hanem általuk is érthető nyelven hirdették az igét. Ugyancsak előnyös volt a Cirill által kimondottan a szláv hangok lejegyzésére feltalált jelrendszer, amelyből tanítványai a róla elnevezett ábécét kifejlesztették. A szláv szentek szobrát az első Csehszlovákia kormánya célzatosan Nepomuki Szent János ellenpontjaként állíttatta fel.

### 6. páros
Balra Szent Kristóf és a kis Jézus néz le a ránk. A szobor árát Václav Wanka polgármester kezdeményezésére közadakozásból gyűjtötték össze a prágai polgárok. Josef Max a szent legendáriumának azt az eseményét véste kőbe, amikor Kristóf vállán a gyermek Jézussal gázolt át az örvénylő vízen. A kompozíció eredeti ötletgazdája Franz Anton von Sporck (František Antonín Špork) gróf volt, bár ő a jelenetet Matthias Bernhard Braunnal kívánta márványból kifaragtatni. Valaha egy őrbódé állt itt, de azt 1784-ben őröstül elvitte az árvíz úgy, hogy az öt őrből csak egyet sikerült kimenteni. Kristóf az utazók és kereskedők védőszentje, a tizennégy segítőszent egyike.
A jobb oldalon 1848 júniusáig Jan Brokoff szoborcsoportja állt: Szent József és az Úr keresztelője. A forradalom idején megsérült szobrokat a Nemzeti Múzeum kőtárába helyezték át. Pótlásuknál több alakot elhagytak, és 1857-ben Jan Norbert Gemrich a Neuberk adományából csak Keresztelő János szobrát állították fel. A jobbjával az előd kompozícióéval azonos testtartásban előre mutató János baljával karcsú keresztet ölel szívéhez. Josef Max Jánost aszkétaként, egyszerű szőrmeruhában és keresztben végződő vándorbottal ábrázolja.

### Tábla
Keresztelő Szent János szobra és a következő, hármas szoborcsoport között egy bronztáblát rögzítettek a híd korlátjára. Ez jelzi azt a helyet, ahonnan a vélekedés szerint a folyóba dobták a zsákba varrt Nepomuki Szent Jánost. Felirata: „Nepomuki Szent János a Moldva hullámain”. A legenda szerint annak, aki úgy érinti meg a keresztet, hogy minden ujját egy-egy csillagra teszi, teljesül egy titkos kívánsága.

### 7. páros
A tábla után két cseh király: Vencel és Zsigmond fogja közre Szent Norbertet, a premontrei rend alapítóját — Norbert csontjait 1626-ban a rend strahovi apátságában helyezték el; az apátság sörfőzdéje és vendéglője is a szent nevét viseli. Vencel zászlót tart, és annak a rúdjára támaszkodik. A másik mellékalak egyes vélemények szerint nem Zsigmond magyar és cseh király, német-római császár, hanem a 6. században élt Zsigmond burgundi király, akinek annyi köze van Csehországhoz, hogy az ő hamvait is részben Prágába (részben Freisingbe) szállították.
A hídnak ezen a helyén ez már a harmadik szoborcsoport — a két régebbi változatból nem maradt fenn semmi. A neogótikus talapzatot latinul feliratozták.
Velük szemben Borgia Szent Ferenc áll, két oldalán egy-egy angyallal. Az álló angyal a dicséret jelét mutatja fel, az ülő alak kezében a pajzsra Szűz Mária tiszteletére utal. Bár a baloldali angyal lábánál a felirat Jan Brokoffot tünteti fel alkotóként, a szobrot valójában fia, Ferdinand Maximilián Brokoff faragta apja műhelyében és valószínűleg tervei alapján. Ez volt a később a legnagyobb cseh barokk szobrászként ismertté vált Ferdinand Maximilián első nagyobb, többé-kevésbé önálló munkája.
A herceget hagyományosan angyalokkal szokás ábrázolni, de a legenda szerint az a fiatal lány, akit a szobrász ideális modellnek talált, másnapra meghalt. Ezután egy fiatal jezsuita diákról próbált arcot mintázni, de bárhogyan is igyekezett, az eredmény mindig jobban hasonlított az ördöghöz, mint egy angyalra. Végül emlékezetből dolgozott, és így rejtélyes módon saját arcát mintázta meg.

### 8. páros
A következő talapzaton Szent Ludmilla ül unokájával, a kis Szent Vencellel. Ludmilla a 9. század végén, unokája a 10. század elején lett a cseh trónöröklés miatt kitört véres családi viszály áldozata. Ma mindkettejüket Csehország védőszentjeként tisztelik. Ludmilla bal kezében azt a fátylat tartja, amellyel megfojtották, jobb kezével arra a Bibliára mutat, amelyből unokája olvasni tanul.
1784-ig ehelyütt egy Szent Vencel-szobor állt. Ekkor azonban  megsérült az árvízben ezért leselejtezték, és áthozták a helyére a Ludmilla-szobrot, amely addig a prágai várhoz vezető úton az (azóta már elbontott) einsiedelni Szűz Mária-kápolna előtt állt.
Velük szemben áll Nepomuki Szent János — ez a híd leghíresebb szobra. A szent halála után költött legenda szerint János nem adta ki IV. Vencelnek feleségének gyónási titkát, amiért a király válogatott kínzások után zsákba varrva a Moldvába dobatta. Valójában az volt a „bűne”, hogy 1389-ben Jenštejni János prágai érsek Vencel cseh és német-római király vitájában tevőleg az érsek mellé állt. A legenda igazságtartalmától függetlenül Jánost gyónási titok mártírjaként tartják számon. A városi legenda szerint a talapzat domborművének megérintése szerencsét hoz.
A szobrot Matthias Gottfried Freiherr von Wunschwitz adományából állították. Wunschwitz megbízásából Mathias Rauchmiller (Matthias Rauchmüller) 1681-ben tervezte meg és készítette el a szobor kis gipszmakettjét, aminek alapján Jan Brokoff fából faragta ki az öntőformát. A híd egyetlen bronzszobrát a nürnbergi Wolfgang Hieronymus Heroldt műhelyében öntötték ki.
A 2,5 méter magas és 20 tonnás szobornak nemcsak anyaga, de megformálása is különbözik a később elhelyezett alakoktól: az egyik kezében a keresztet, a másikban (a béke jelképeként) pálmaágat tartó alak a szenvedő embert mutatja be a később divatba jött idealizálás és magasztos fennköltség nélkül. A feje körüli glórián a csillagok arra utalnak, hogy legendája szerint a Moldvába dobott szent teteme fölött a hullámokon öt csillag ragyogott fel; ezek alapján találták meg és emelték ki a halászok János testét. Átadták a szerzeteseknek, akik méltó módon eltemették, majd ereklyévé nyilvánították.
Az emlékmű talapzatán a bronz domborművek a legenda jeleneteit örökítik meg. A híd leomlásának pillanatát ábrázoló képen sokan dörzsölik hüvelykujjukat János fényes arcához, mivel a néphiedelem szerint annak, akinek az ujján megjelenik a szent képe, teljesül egy szabad kívánsága.

### 9. páros
Tovább haladva Páduai Szent Antallal és Szent Ferenccel találkozunk. Antal baloldalán a kis Jézus áll, volutákkal díszített talapzaton. A szent jobb kezében liliomot tartott, ami a tisztaság szimbóluma, de jelenleg (2022-ben) hiányzik. Antal az Ószövetségből olvas fel Jézusnak, aki figyelmesen hallgatja. MIndkettőjük feje fölött stilizált liliom látható.
Assisi Szent Ferenc szobrát egy elterjedt és minden alapot nélkülöző legenda szerint annak emlékére emelték, hogy Ferenc József túlélte az ellene elkövetett merényletet. Az eredeti kompozíciót valójában 1708-ban helyezték itt el. A František Preiss által faragott szobrot azonban az időjárás annyira megviselte, hogy le kellett bontani, és 1855-ben a mostani, neoklasszikus változattal helyettesítették. A ferences rend alapítója mögött két szeráf áll, ezért csoportjuk „szent Ferenc szeráfokkal” néven ismert. Talapzatán „SANCTA FRANCISCO SERAPHICO…” kezdetű latin nyelvű felirat olvasható. A mű František Antonín Kolowrat-Liebsteinsky adománya.

### 10. páros
Újabb pár lépés után Júdás apostol tartja a kezében azt a bunkót, amivel agyonverték Perzsiában. A szobor talapzatán lévő felirat: „Krisztus jámbor barátjának”. A szobor állításához szükséges pénz František Sezima Mitrovský z Nemyšle lovag adománya volt.
Vele szemben Ferrer Szent Vince és Szent Prokop áll (utóbbi Csehország egyik védőszentje). Vince egy halottat hoz vissza az életbe, Prokop lábainál az általa legyőzött ördögöt látjuk. A talapzat három oszlopa egy-egy zsidó és török, illetve a sátán mellszobra. A talapzat képein egyik domborművén az utolsó ítéletet látjuk, a másikon Prokopot egy csapat ördöggel. Az alap hátsó részén van a kompozíciót tervező Jan Brokoff aláírása. Magukat a szobrokat valószínűsíthetően legalább nagyrészt fia, Ferdinand Maxmilián Brokoff faragta ki.

### 11. páros
Itt a püspöki ornátusban öltözött Hippói Szent Ágoston tapos eretnek könyveken. A kezében tartott égő szív az Úr iránti lángoló szeretetét jelzi. Lábánál a vizet kagylóval kikanalazni próbáló kisfiú Ágoston egyik látomására emlékeztet. A szobrot a prágai Szent Ágoston kolostor adományából állították.
Vele szemben a szerzetes csuhát viselő Tolentinói Szent Miklós jobb kezével alamizsnát oszt. Bal kezében a liliom a tisztaság és szüzesség szimbóluma. A lábánál álló kis angyal vállán a kenyérkosár Miklósnak a szegények és betegek iránti fáradhatatlan elkötelezettségére utal. A mellkasán látható egy csillag arra a legendára utal, amely szerint születésekor egy csillag jelent meg és ragyogott szülővárosa, Sant’Angelo in Vado és élete későbbi helyszíne, Tolentino között.
A városi legenda szerint ha valaki éppen kinyílni látja a szobor mögötti ház ablakát, annak hamarosan üt az utolsó órája.

### 12. páros
Baloldalt Tongerni Szent Luitgard (Lutgard, Lutgarde) látomását láthatjuk.
Tongerni Szent Luitgard (1182–1246) nem tévesztendő össze az 1448-ban elhunyt Witticheni Szent Luitgarddal. Az akkor 26 éves Matthias Braun korában szokatlanul személyes, roppant merész módon jelenítette meg a haldokló ciszterci apáca misztikus látomását, ami a kompozíciót a híd (egyik) legjelentősebb alkotásává teszi. A vak apáca átöleli a keresztre feszített Jézus térdét, az egyik kezével még a keresztre szögezett Jézus pedig lehajol hozzá. A főalakok lába körül, illetve háta mögött puttók játszadoznak.
Mivel a szobor homokkövét az időjárás apránként elkoptatta, azt 1995-ben egy J. Novak és B. Rak által készített másolatra cserélték. Az eredetit a Nemzeti Múzeum kőtárának védett helyiségében helyezték el.
Vele szemben Thienei Szent Kajetán áll gazdagon díszített talapzaton, a kezében könyvvel és tollal. Mögötte egy (a Szentháromság szimbólumaként) angyalokkal és felhőkkel övezett obeliszk áll, amelynek tetején a lángoló szív az Isten iránt érzett szeretet szimbóluma.

### 13. páros
A baloldalt álló Prágai Szent Adalbert és Benizzi Szent Fülöp hitvalló egyaránt jeles térítő volt. Fülöp szobrát 1854-ben másolattal helyettesítették. Adalbert szobra ugyancsak másolat; az eredeti a Troja kastélyban látható — Ferdinand Maxmilián Brokoff műve azt a jelenetet ábrázolja, amikor a Prágába visszatérő Adalbert megáldja a földet.

### 14. páros
A híd végéhez közeledve el Szent Vitust látjuk, akit először oroszlánok közé vetettek, majd szurokban főztek, de mindezt túlélte, úgyhogy halálra kínozták. A szobor mellékalakjai a Vitusra uszított oroszlánok, ahogy leülnek-lehevernek a leendő vértanú lábánál. Vitus az óvárosi hídtorony védőszentje.
Vele szemben Mathai Szent János, Valois Szent Félix hitvalló és szent Ivó készül a török fogságba esett keresztények kiváltására. Alattuk a barlangban sínylődő keresztényeket egy marcona török őr és egy kutya őrzi — a három egymáshoz láncolt rab az úr irgalmáért és a szabadulás eljöveteléért imádkozik. Ez a híd legnagyobb és legdrágább szoborcsoportja, amelynek donátora Josef Thun gróf volt. A teli szakállú és hosszú hajú Szent Ivó feltehetően azért szerepel a kompozícióban, mert ő a jogászok és pereskedők patrónusa, és ezért feltételezhető, hogy a nagy diplomáciai felkészültséget és jogi ügyességet igénylő rabkiváltással foglalkozó rendben különös tiszteletnek örvendhetett.
A szoborcsoport felállítása utáni években a török ábrázolása nagy felzúdulást váltott ki, mivel a prágaiak a törököket durva vandáloknak tartották. Követelték, hogy távolítsák el a figurát, és rendszeresen ürüléket kentek rá. A török szablyáját azóta is rendszeresen javítják, de pengéjét a rongálók újra és újra letörik. A figura a 20. század íróinak figyelmét is felkeltette. „Prager Tagblatt” című önéletrajzi regényében Max Brod elmondja, mennyire félt gyermekként, amikor el kellett mennie mellette, Egon Erwin Kisch pedig „Hogyan vesztette el a török a szablyáját a Károly-hídon” című történetében talál ki misztikus magyarázatot a fegyver siralmas állapotára.

### 15. páros
A sort szent Vencel, jobboldalt pedig két gyógyító: Szent Kozma és Damján zárja.
Vencel szobrát a Kampa szigeten létesített Vakok Intézetét vezető Klar család adományozta a városnak 1857-ben. Vencel kezét összekulcsolva ájtatos arccal néz az égre, miközben bal karjával zászlós kopját ölel magához.
A két gyógyító között Jézus áll. A szoborcsoportot 1709-ben a prágai orvosi kar adományozta a városnak.

## A szobrok

### Déli oldal
- Kermatini Szent Ivó (M. B. Braun, 1711 — másolat; eredetije a Nemzeti Galéria kőtárában.
- Szent Borbála, Margit és szent Erzsébet (Ferdinand Maximilián Brokoff, 1707)
- Pietà (Emanuel Max, 1859), a megfeszített Jézus korábbi szobra helyén
- Szent József (Josef Max, 1854)
- Xavéri Szent Ferenc (Ferdinand Maxmilián Brokoff, 1711) — másolat
- Szent Kristóf (Josef Max, 1856)
- Borgia Szent Ferenc (Ferdinand Maximilián Brokoff, 1710)
- Szent Ludmilla (M. B. Braun műhelye, 1730 körül)
- Assisi Szent Ferenc szeráfokkal — Emanuel Max, 1855;
- Ferrer Szent Vince és Szent Prokop (Ferdinand Maximilián Brokoff, 1712)
- Tolentinói Szent Miklós — J. F. Kohl (Hieronymus Kohl), 1708
- Tongerni Szent Luitgard (M. B. Braun, 1710 — másolat
- Prágai Szent Adalbert (Ferdinand Maximilián Brokoff, 1709) — másolat
- Mathai Szent János, Valois Szent Félix és szent Ivó — Ferdinand Maximilián Brokoff, 1725
- szent Vencel —Josef Kamil Alois Böhm, Josef Führich terve alapján, 1858

### Északi oldal
- Madonna és Clairvaux-i Szent Bernát — Mathias Wenzel Jäckel (Matěj Václav Jäckel), 1709
- Szűz Mária, Aquinói Szent Tamás és Szent Domonkos — Mathias Wenzel Jäckel, 1708; másolat)
- Kálvária avagy Szent kereszt-szoborcsoport (17. század második fele)
- Szent Anna-csoport (Mathias Wenzel Jäckel, 1707)
- Szent Cirill és Metód (Karel Dvořák, 1928 – eredetileg Ferdinand Maximilián Brokoff Loyolai Szent Ignác-szoborcsoportja állt itt
- Keresztelő Szent János (Josef Max, 1857)
- Szent Vencel, Szent Norbert és Zsigmond király (Josef Max, 1853)
- Nepomuki Szent János, bronz, J. M. Brokoff famodellje (1683) alapján
- Páduai Szent Antal (J. U. Mayer, 1707)
- Szent Júdás Tádé (J. U. Mayer, 1708)
- Szent Ágoston — J. F. Kohl (Hieronymus Kohl), 1708)
- Szent Kajetán (Ferdinand Maximilián Brokoff, 1709)
- Benizzi Szent Fülöp (Michal Bernard Mandl, 1714)
- Szent Vitus (Jan Brokoff terve alapján Ferdinand Maximilián Brokoff, 1714) — másolat
- a Megváltó, Szent Kozma és Damján (J. U. Mayer, 1709)

## Képgaléria

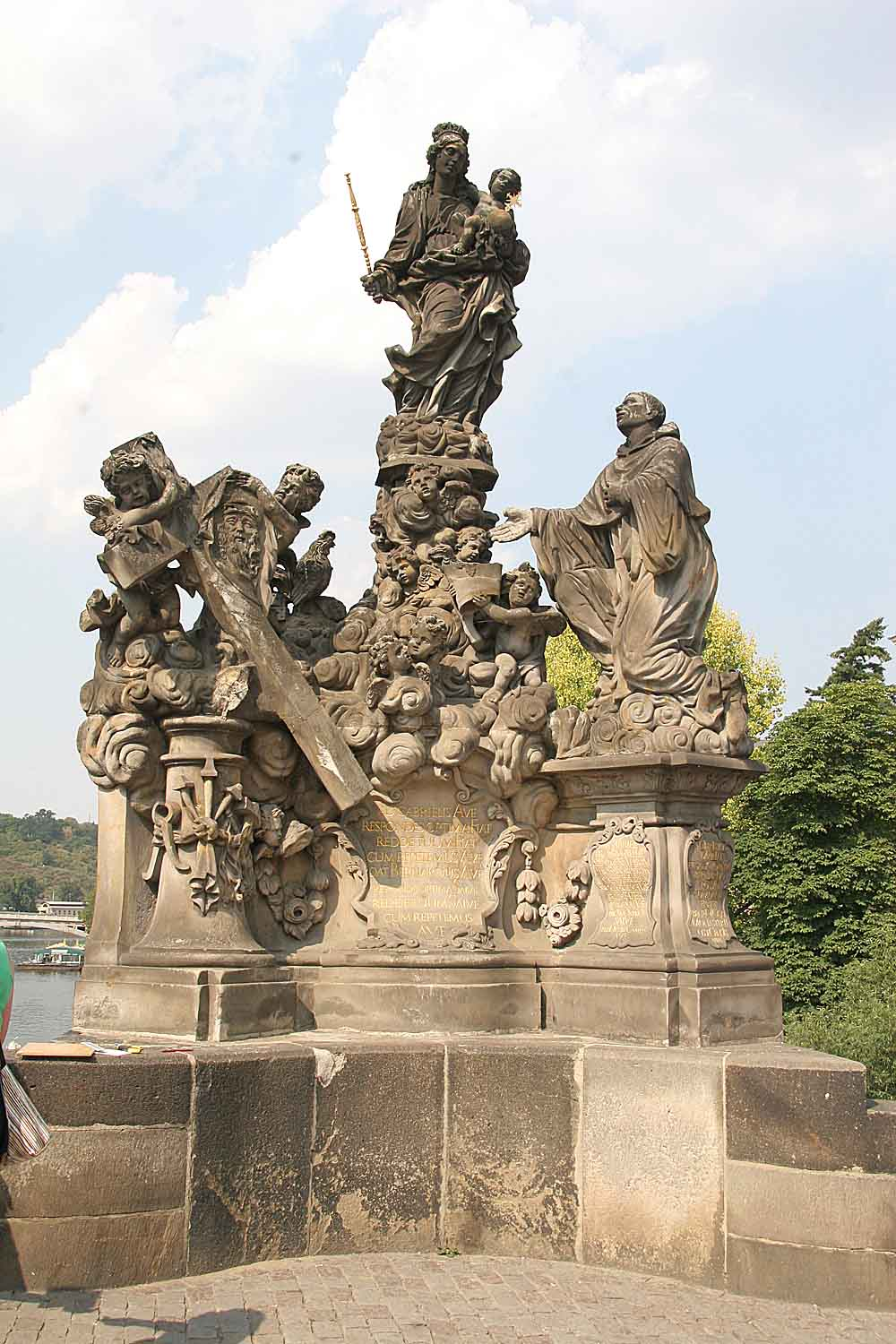
A Madonna és Szent Bernát
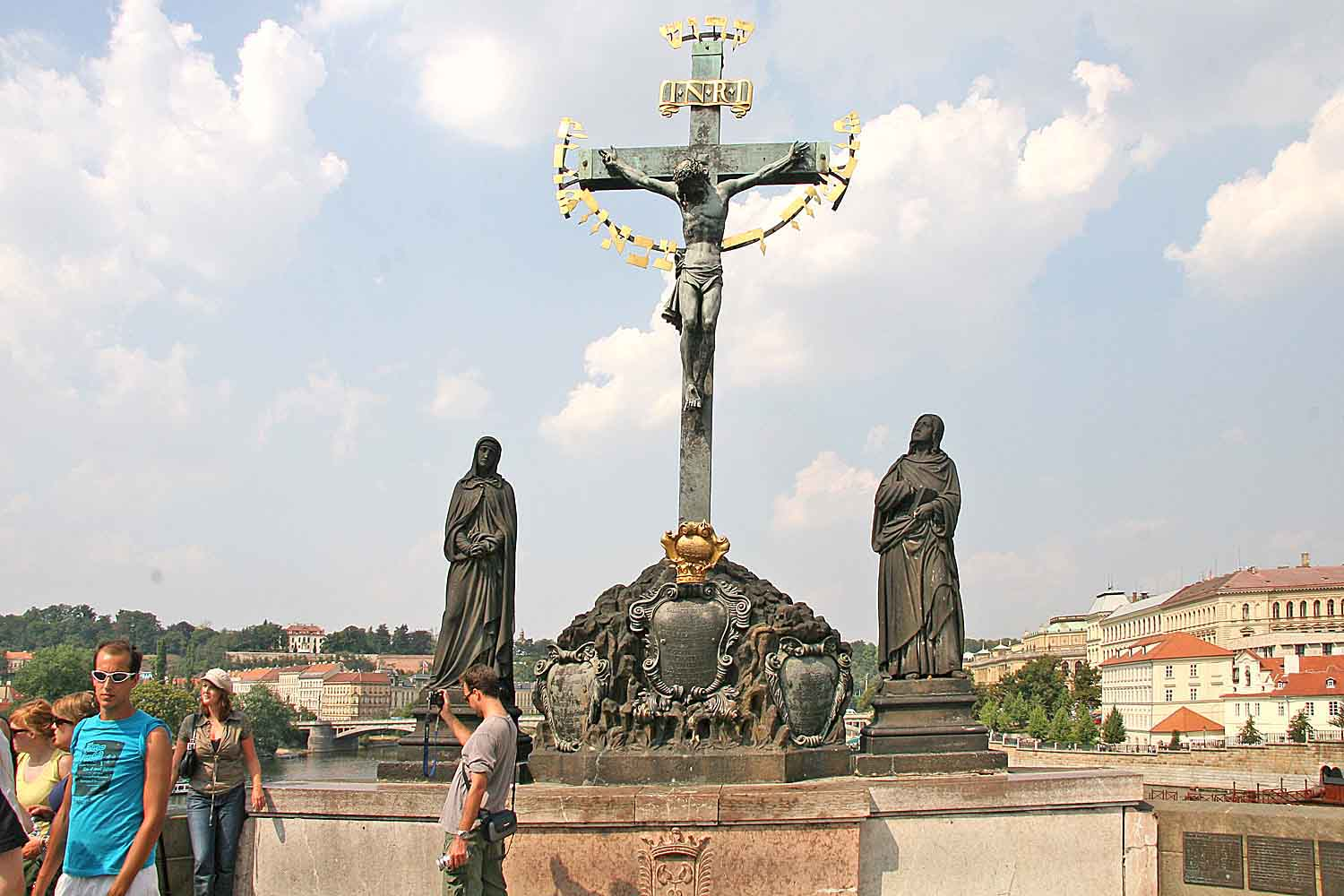
Kálvária – Szent Kereszt
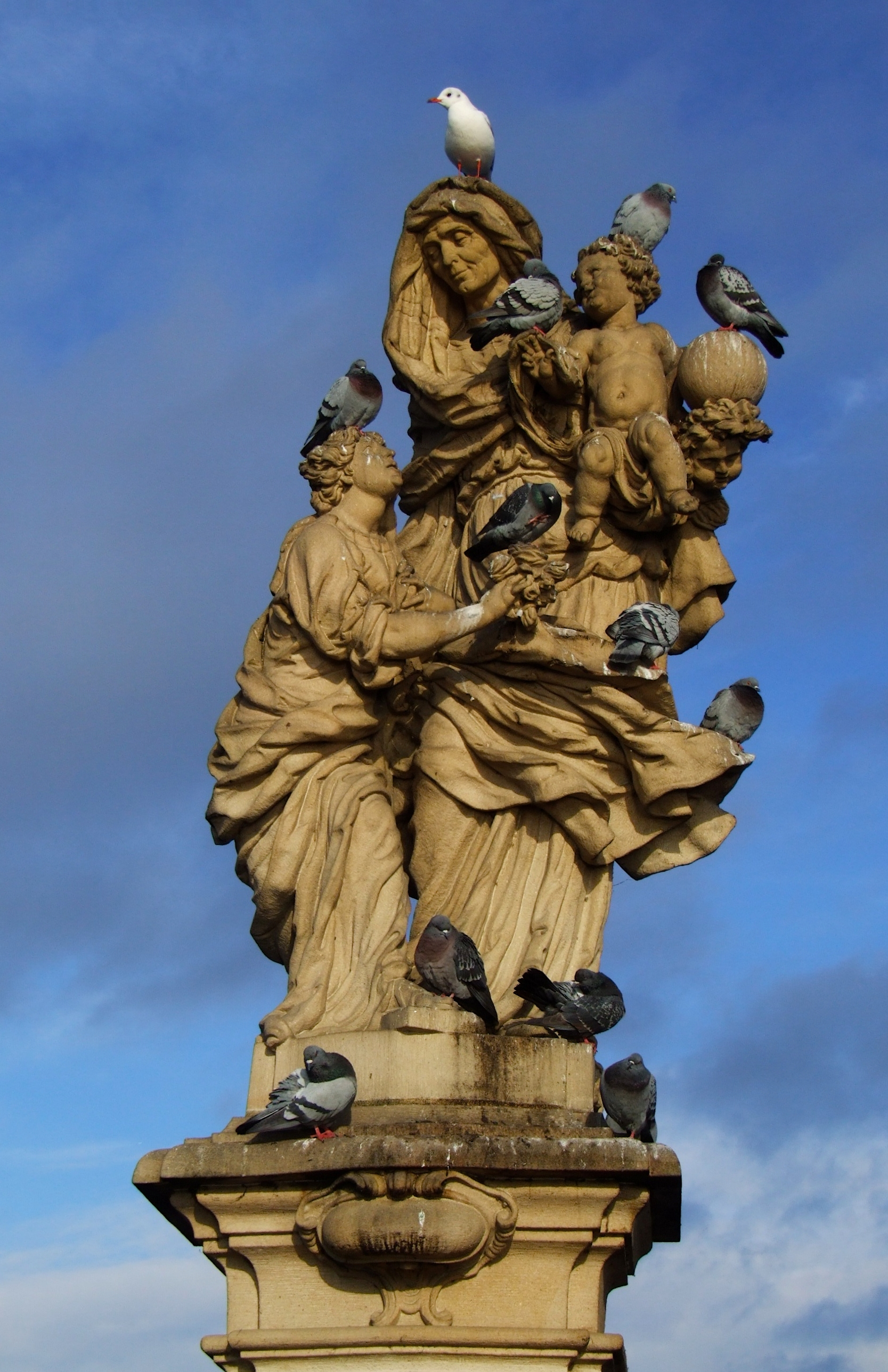
Szent Anna
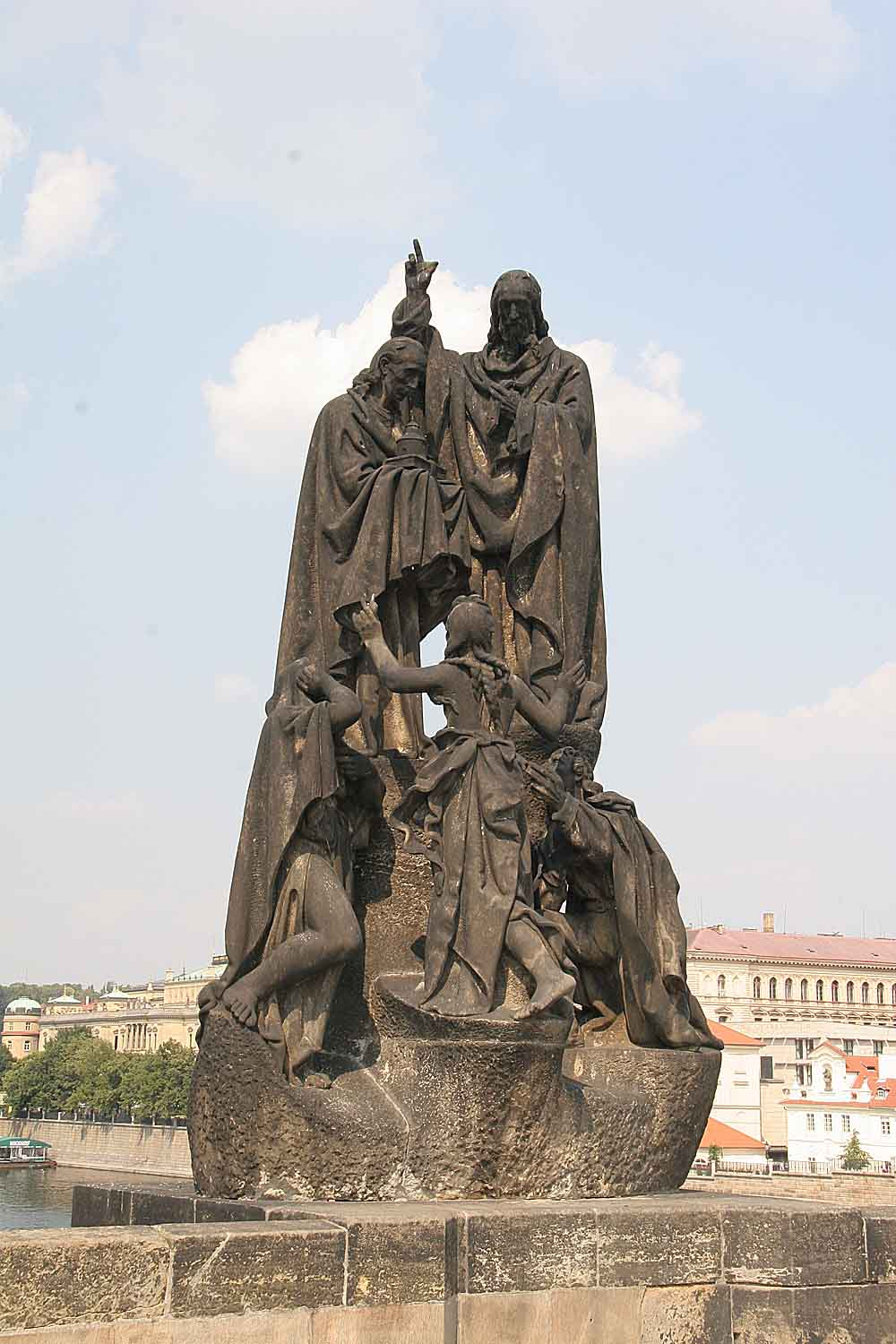
Szent Cirill és Metód
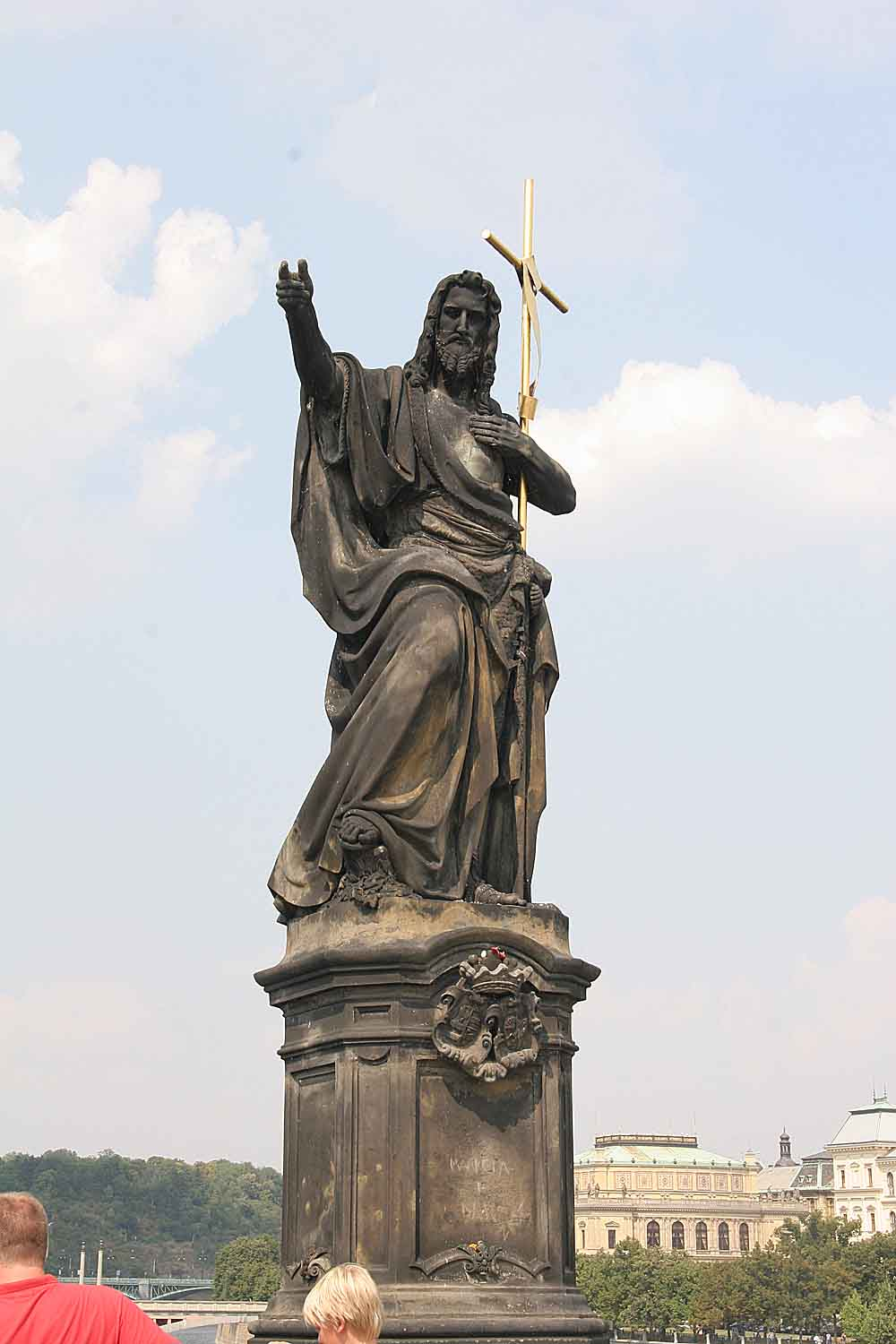
Keresztelő Szent János
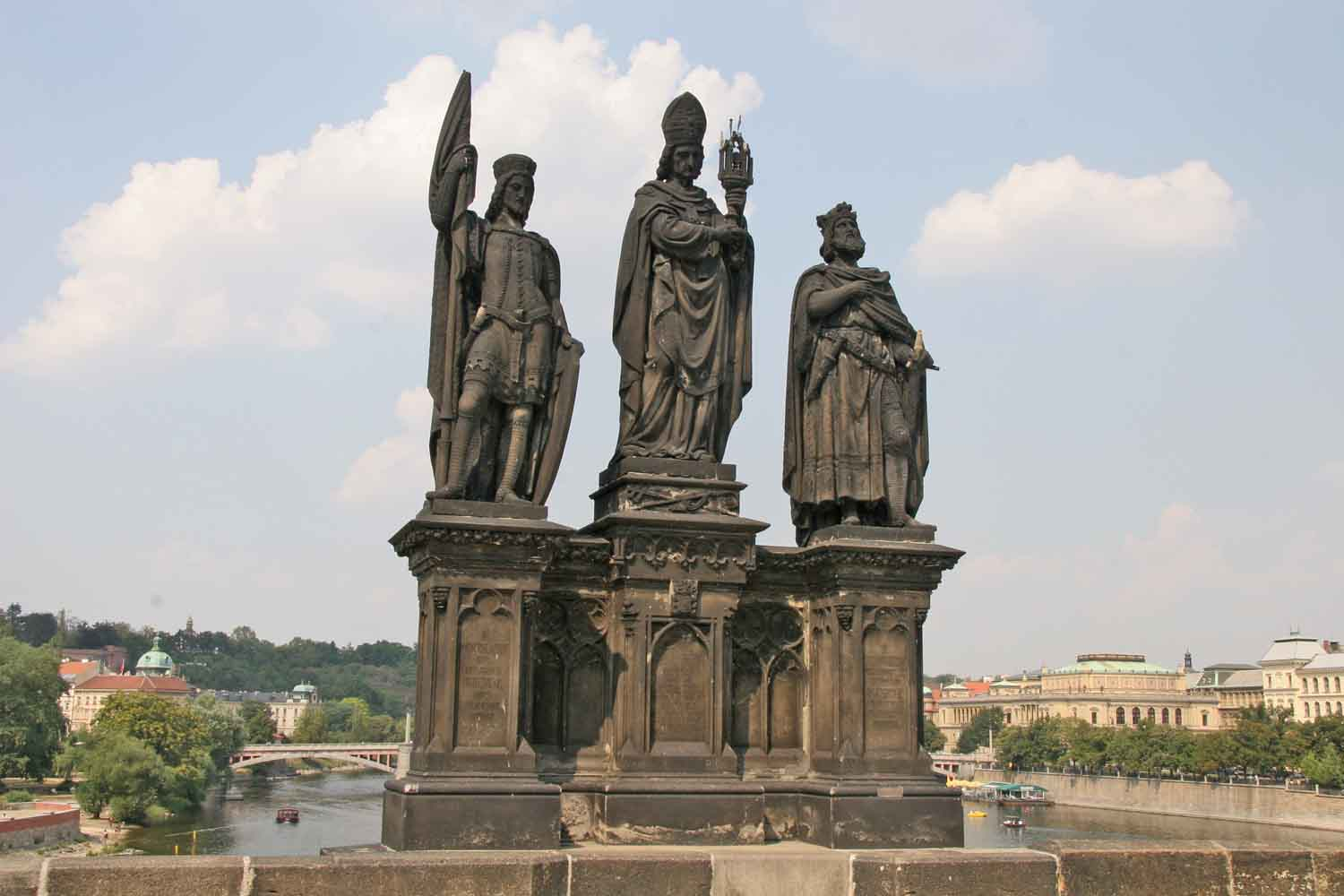
Szent Norbert, Vencel és Zsigmond
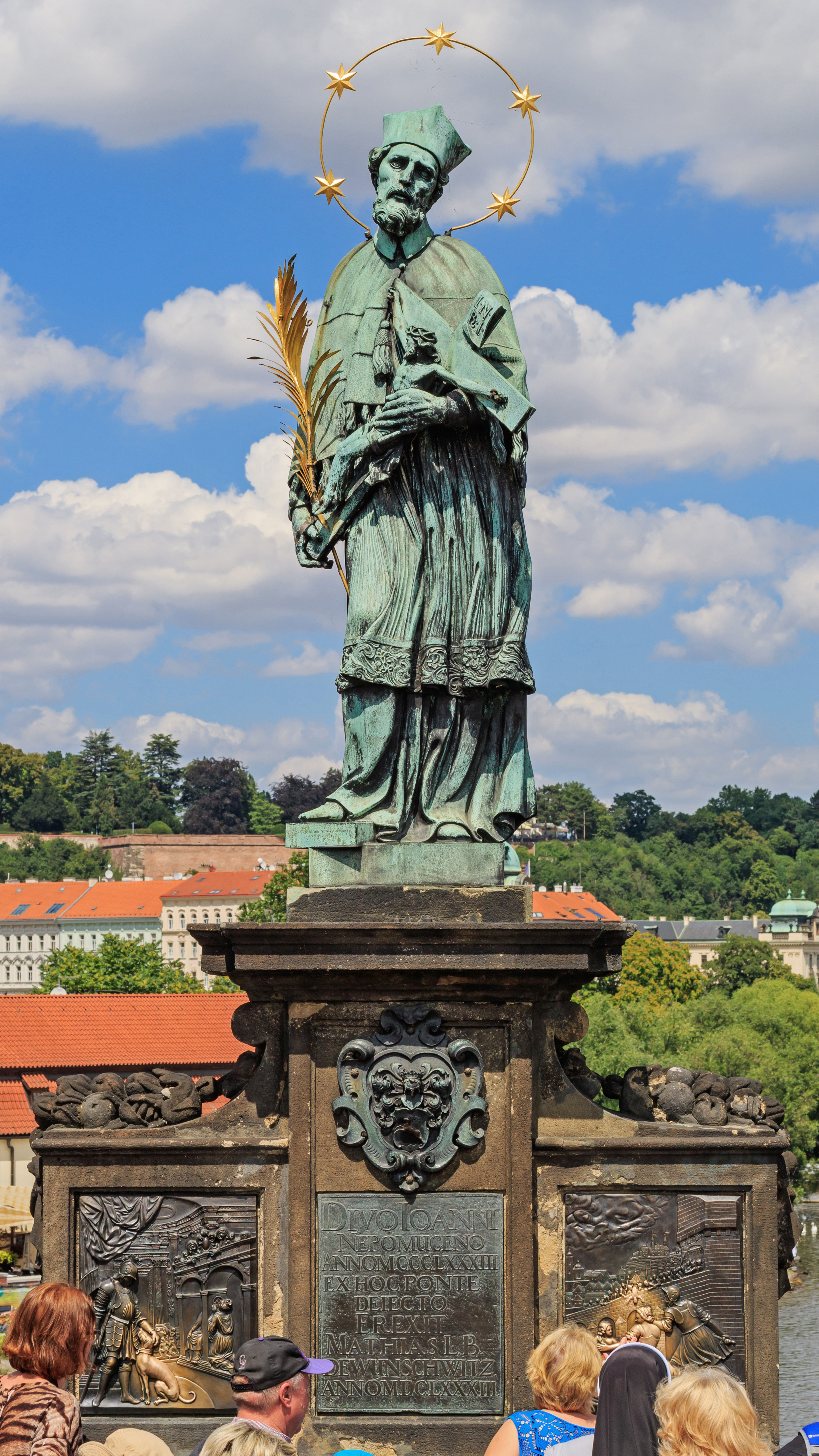
Nepomuki Szent János
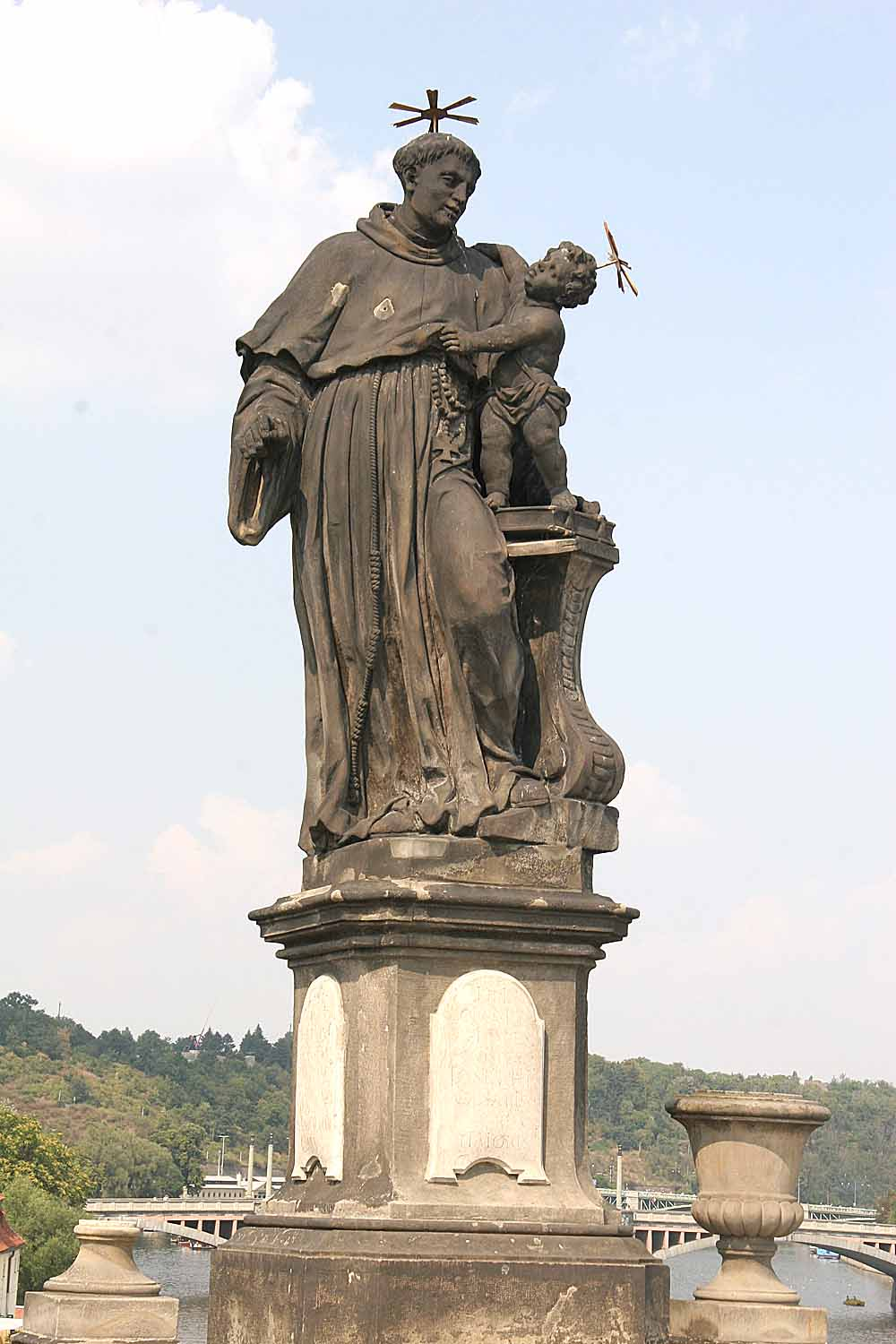
Páduai Szent Antal
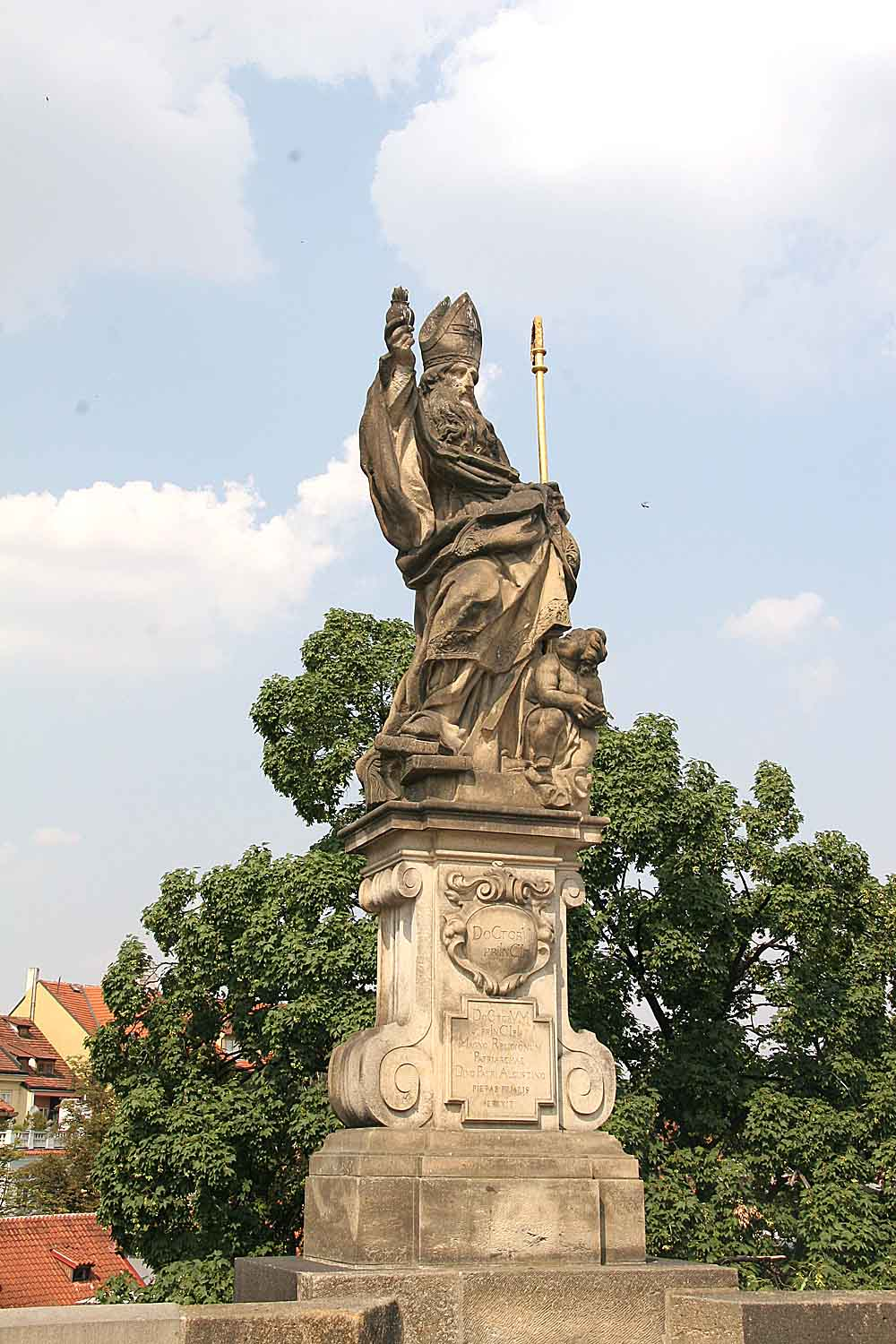
Hippói Szent Ágoston
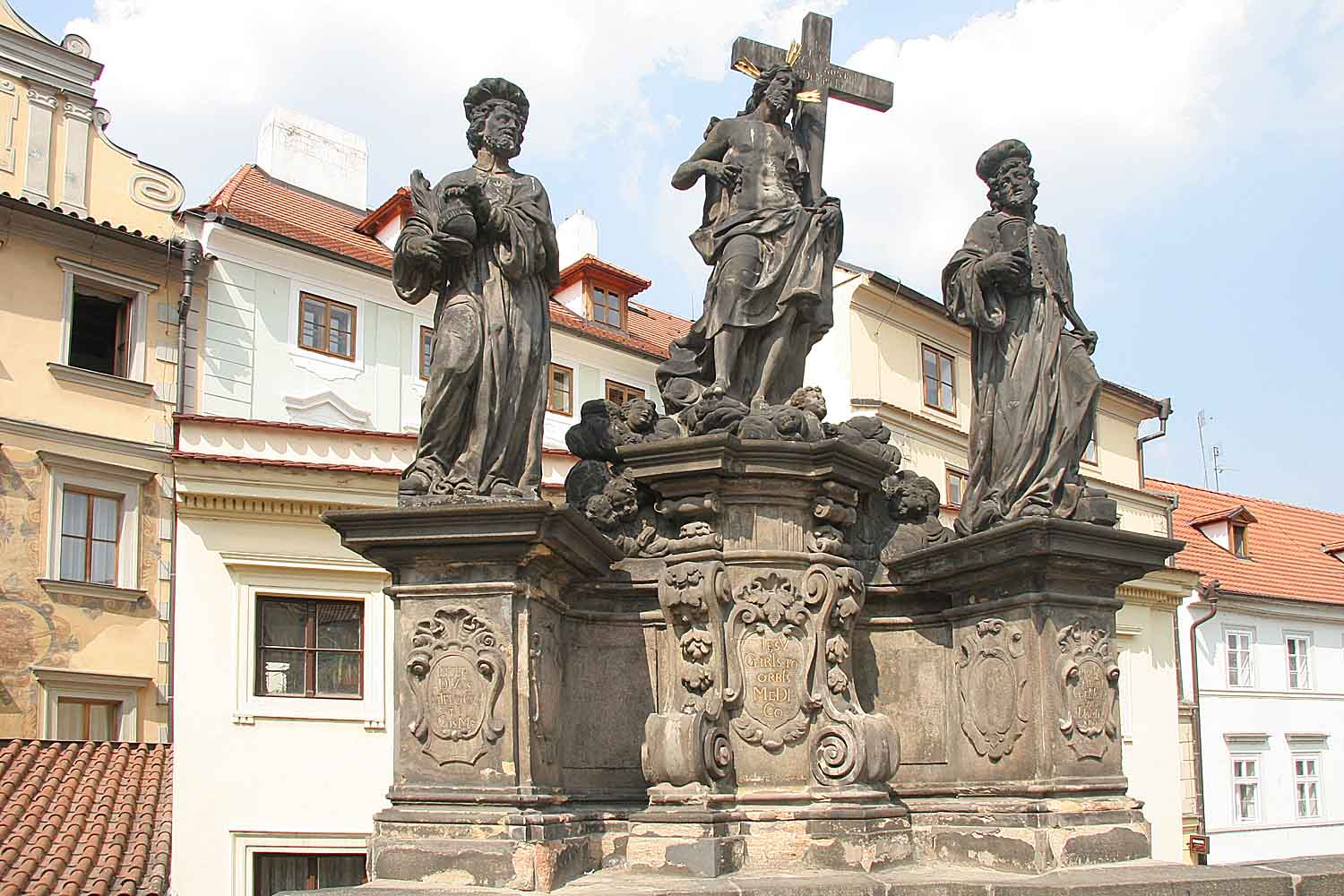
Szent Kozma és Damján a Megváltó Jézussal